# Поґонохеріні
Поґонохері́ні (лат. Pogonocherini) Mulsant, 1839)  — триба жуків у підродині Ляміїни (родина Вусачі), яка налічує близько 20 родів, розповсюджених на всіх континентах, окрім Антарктиди.

## Найбільші роди
- Ecyrus LeConte, 1852
- Lypsimena Haldeman, 1847
- Pogonocherus Dejean, 1821 (nec Megerle in Dejean)
- Poliaenus Bates, 1880